# Road to Revolution: Live at Milton Keynes
Albums de Linkin Park
Minutes to Midnight
(2007) Songs from the Underground
(2008)
 Road to Revolution: Live at Milton Keynes  est un album/DVD live de  Linkin Park  filmé lors du concert à Milton Keynes (Angleterre), le 29 juin 2008.
Le CD / DVD est sorti le 24 novembre 2008 en France et aux États-Unis.
Cet album s'est vendu à plus de 750 000 copies.

## Liste des titres

### CD
1. One Step Closer (4:07)
2. From The Inside (3:25)
3. No More Sorrow (5:06)
4. Given Up (3:15)
5. Lying From You (3:19)
6. Hands Held High (1:26)
7. Leave Out All The Rest (3:23)
8. Numb (3:46)
9. The Little Things Give You Away (7:19)
10. Breaking the Habit (4:25)
11. Shadow of the Day (4:16)
12. Crawling (4:58)
13. In The End (3:50)
14. Pushing Me Away (3:19)
15. What I've Done (5:02)
16. Numb / Encore (feat. Jay-Z) (3:02)
17. Jigga What / Faint (feat. Jay-Z) (5:11)
18. Bleed It Out (8:15)

### DVD
1. One Step Closer
2. From The Inside
3. No More Sorrow
4. Wake 2.0
5. Given Up
6. Lying From You
7. Hands Held High
8. Leave Out All The Rest
9. Numb
10. The Little Things Give You Away
11. Breaking the Habit
12. Shadow of the Day
13. Crawling
14. In the End
15. Pushing Me Away
16. What I've Done
17. Numb / Encore  (feat. Jay-Z)
18. Jigga What / Faint  (feat. Jay-Z)
19. Bleed It Out

## À noter
- Au début de Shadow of the Day, Chester fait de l'ironie en disant « Everybody here you want to see U2 ? »( « Tout le monde ici vous voulez voir U2 ? »). Cette phrase intervient après les critiques de certaines personnes disant que Shadow of the Day était trop proche musicalement de With or Without You de U2.
- Sur Bleed It Out, Rob Bourdon effectue un solo de batterie d'un peu plus d'une minute trente.
- Hands Held High est chantée a cappella, à noter que seulement le premier couplet est chanté.
- Pushing Me Away est jouée dans sa version piano.
- Somewhere I Belong, Papercut, et Points of Authority se trouvent en bonus après le générique de fin.
- Sur le CD, il manque 4 chansons par rapport à la liste des titres du concert d'origine : Wake 2.0, Somewhere I Belong, Papercut, et Points of Authority.
- Une erreur est présente sur un autocollant non collé sur la pochette de la version française : il dit que le concert a lieu en juin 2009 alors que c'est en juin 2008.
- La sortie de l'album a été avancée d'un jour aux États-Unis puisqu'elle était prévue le 25 novembre 2008, il aurait dû sortir le même jour que l'EP Songs from the Underground

## Voir